# 黒沼英之
黒沼 英之（くろぬま ひでゆき、1989年1月18日 - ）は、日本の男性歌手。SPEEDSTAR RECORDSに所属していた。

## 略歴
1989年1月18日生まれ。立教大学映像身体学科を卒業する。
15歳の頃から作曲を始めるが、音楽活動が本格化したのは大学進学以降になる。
東京都内でのライヴ活動を行い、大学進学後より音楽活動を本格化する。ピアノの弾き語りやバンドスタイルなどで、都内でライブ活動を行い、2012年11月にはワンマンライブを開催している。フィンランドのヘルシンキで発行されているファッション&アート誌『SSAW MAGAZINE』に唯一の日本人モデルとして誌面に登場したこともある。また、2014年9月には月刊総合誌『ユリイカ』の表紙モデルも務めた。
2013年1月にSPEEDSTAR RECORDSの20周年企画「SPEEDSTAR RECORDS 20th Anniversary Live 〜LIVE the SPEEDSTAR 20th〜」にオープニングアクトとして出演し、同年6月にはミニアルバム『instant fantasy』でメジャーデビューを果たす。初シングルのリリースは同年11月の「パラダイス」。2014年2月に初フルアルバム『YELLOW OCHER』を発表した。
『YELLOW OCHER』のプロデューサーを務めた河野圭は、「ピアノと歌だけで自身の世界を表現出来ること」を黒沼の魅力として挙げている。湯浅篤は黒沼の歌声を評価すると共に、音楽のセンスについて高く評価している。
2014年9月に自身のオフィシャルサイトで音楽活動の休止を発表した。
2023年11月、約10年ぶりに活動再開を発表。松室政哉がサウンドプロデュースを行った新曲「HOPE」をリリースする。

## ディスコグラフィ

### シングル
|     | 発売日         | タイトル   | 規格              | 型番       | 最高位 |
| --- | -------------- | ---------- | ----------------- | ---------- | ------ |
| 1st | 2013年11月20日 | パラダイス | CD （通常盤）     | VICL-36852 | 191位  |
| 1st | 2013年11月20日 | パラダイス | CD （初回限定盤） | VICL-36851 | 191位  |

### アルバム
|     | 発売日       | タイトル     | 規格 | 型番       | 最高位 |
| --- | ------------ | ------------ | ---- | ---------- | ------ |
| 1st | 2014年2月5日 | YELLOW OCHER | CD   | VICL-64106 | 280位  |

### ミニアルバム
|     | 発売日         | タイトル                 | 規格 | 型番       |
| --- | -------------- | ------------------------ | ---- | ---------- |
| 1st | 2012年10月17日 | イン・ハー・クローゼット | CD   | ANCL-1026  |
| 2nd | 2013年6月26日  | instant fantasy          | CD   | VICL-64035 |

## 提供作品
| 発売日        | タイトル        | アーティスト | 収録アルバム     |
| ------------- | --------------- | ------------ | ---------------- |
| 2012年4月25日 | 晴れたって      | 杏           | 『愛をあなたに』 |
| 2019年2月27日 | baby i love you | 沖ちづる     | 未公表           |

## タイアップ
| 曲名     | タイアップ                                 |
| 雪が降る | キロロリゾート ウィンターシーズン CMソング |